# ساندر كلينينبورغ
ساندر كلينينبورغ (Sander Kleinenberg) من موايد 9 ديسمبر 1971. هو دي جي ومنتج أسطوانات هولندي .

## روابط خارجية
- ساندر كلينينبورغ على موقع ميوزك برينز (الإنجليزية)
- ساندر كلينينبورغ على موقع أول ميوزيك (الإنجليزية)
- ساندر كلينينبورغ على موقع ديسكوغز (الإنجليزية)